# Willi Wallstab
Willi Wallstab (* 26. Februar 1888 in Leopoldshall; † 15. Dezember 1956 in Bahrendorf) war ein deutscher Politiker (KPD/SED). Er war Abgeordneter des Provinziallandtages Sachsen und nach 1945 Polizeipräsident von Magdeburg.

## Leben
Wallstab, Sohn eines Schneiders, erlernte in Berlin den Beruf des Friseurs. Anschließend war er Friseurgeselle in Hannover. Von 1910 bis 1932 hatte er ein eigenes Friseurgeschäft in Leopoldshall. Wallstab schloss sich 1908 der SPD an und ging 1917 zur USPD. Mit Andreas Bohne, Richard und Karl Roth bildete er den linken Flügel innerhalb der Staßfurter USPD. Sie versorgten während des Ersten Weltkrieges ihnen bekannte Arbeiter mit antimilitaristischem Agitationsmaterial. Im Januar 1917 wurde er als Rüstungsarbeiter nach Magdeburg dienstverpflichtet. Während der Novemberrevolution gehörte Wallstab dem Staßfurter Arbeiter- und Soldatenrat an. Im Mai 1919 war er Mitbegründer der KPD-Ortsgruppe. Wallstab überführte dabei die Mehrheit der USPD-Ortsgruppe in die KPD, deren Vorsitzender er bis 1933 blieb.
Während des Kapp-Putsches im März 1920 leitete Wallstab den paritätisch zusammengesetzten Vollzugsrat in Staßfurt. Angesichts der Geschlossenheit der Arbeiterfront mussten das mit Kapp und Lüttwitz sympathisierende Zeitfreiwilligen-Bataillon Staßfurt-Leopoldshall und die aus Bernburg eingerückte Kompanie des Bataillons Wülfing kapitulieren, die Waffen abliefern und die Stadt verlassen.
Von 1920 bis 1933 war Wallstab Mitglied der Staßfurter Stadtverordnetenversammlung und Abgeordneter des preußischen Provinziallandtages Sachsen. Auf dem VIII. Parteitag der KPD im Januar 1923 in Leipzig wurde Wallstab, der auch Mitglied der KPD-Bezirksleitung Magdeburg-Anhalt war, als Vertreter dieses Bezirks in den Zentralausschuss gewählt. Nach der Ruhrbesetzung durch französische Truppen 1923 rief Wallstab zu Demonstrationen gegen die „Verelendungspolitik des Stinnes-Kapitals“ und zum Kampf gegen Cuno und Poincaré auf. Im August 1923 weitete sich der Streik der Kaliarbeiter des Berlepsch-Schachtes auch wegen der Agitation Wallstabs in Staßfurt und Umgebung weiter aus. Im Herbst 1923 war Wallstab mit den Vorbereitungen für den Aufstand in Staßfurt betraut.
Nach der „Machtergreifung“ der Nationalsozialisten war Wallstab weiterhin illegal für die KPD aktiv. Am 17. März 1933 wurde er festgenommen und verblieb bis Ende September 1933 in „Schutzhaft“. Am 27. April 1936 wurde er – zusammen mit Franz Vollbring und Paul Illhardt – erneut verhaftet. Wallstab wurde am 22. März 1937 vom Kammergericht Berlin zu viereinhalb Jahren Zuchthaus verurteilt. Nach Ende der Haftzeit, die er im Zuchthaus Coswig verbracht hatte, wurde er 1941 in das Arbeitserziehungslager Süplingen bei Haldensleben in den Steinbruch geschickt. Anfang 1942 wurde Wallstab in das KZ Neuengamme verbracht. Im Frühjahr 1945 zusammen mit anderen Häftlingen des KZ Neuengamme auf die Cap Arcona verschleppt, konnte er sich beim Untergang des Schiffes retten.
Wallstab kehrte im Juni 1945 nach Staßfurt zurück und wurde Leiter des KPD-Unterbezirks. Am 1. September 1945 wurde Wallstab von der SMAD als Polizeipräsident von Magdeburg eingesetzt. Bis zu seiner Ablösung im März 1949 betrieb Wallstab eine Personalpolitik, die nach Abschluss der Entnazifizierung auch zur Verdrängung von Sozialdemokraten und anderen als politisch unzuverlässig Erachteten aus dem Polizeidienst sowie zur Besetzung sämtlicher verantwortlicher Stellen mit linientreuen kommunistischen Kadern führte. Wallstab wurde im Frühjahr 1949 von seiner Funktion als Polizeipräsident entbunden, da Gerüchte über seine unrühmliche Rolle als Kapo im Arbeitserziehungslager Süplingen aufkamen. Man warf ihm vor, sich nicht kameradschaftlich verhalten zu haben, was aber nicht zutraf. Er wurde daraufhin ins Justizministerium nach Halle (Saale) versetzt und war dort bis 1951 Oberreferent im Strafvollzug des Ministeriums für Justiz Sachsen-Anhalt, anschließend war er stellvertretender Leiter der Justizhaftanstalt Magdeburg-Sudenburg. 
Wallstab verstarb am 15. Dezember 1956 an den Folgen der langjährigen Haft.

## Ehrungen
- In Staßfurt war zu Zeiten der DDR eine Straße nach ihm benannt, am Haus Willi-Wallstab-Straße 29 befand sich zudem eine Gedenktafel.
- In Löderburg war die Polytechnische Oberschule „Willi Wallstab“ nach ihm benannt. Sie wurde unter anderem auch von Kindern des SWAPO-Kinderheims in Bellin besucht.